# Ankhesenpepi IV
Đối với các vương hậu cùng tên, xem Ankhesenpepi I, Ankhesenpepi II và Ankhesenpepi III
Ankhesenpepi IV là một vương hậu sống vào thời kỳ Vương triều thứ 6 trong lịch sử Ai Cập cổ đại. Tuy cùng tên với các bà hậu Ankhesenpepi khác, nhưng Ankhesenpepi IV lại không có mối quan hệ ruột thịt với họ.

## Thân thế
Không rõ xuất thân của Ankhesenpepi IV, chỉ biết bà là một người vợ của pharaon Pepi II, dựa vào danh hiệu "Vợ của Vua Men-ankh-Neferkare" (Neferkare là tên ngai của Pepi II). Theo những dòng văn tự khắc trên tường mộ, bà được gọi là "Mẹ của Vua Ankh-djed-Neferkare". Không rõ vị vua Neferkare ở đây là ai, vì vương triều có nhiều vị vua mang tên này, hoặc là Neferkare II, hoặc là Neferkare Neby.
Dodson cho rằng, "Con trai của vua" Ptahshepses là con của Pepi II và Ankhesenpepi IV, nhưng lại không có bằng chứng xác thực.
Ngoài 2 danh hiệu trên, bà còn được gọi là: "Vợ của Vua, được ngài sủng ái", "Con gái của thần",....

## Chôn cất
Ankhesenpepi IV được an táng tại Saqqara, gần Kim tự tháp Pepi I. Bà không có một kim tự tháp riêng cho mình. Cỗ quách bằng đá granite của bà cũng chỉ là tái sử dụng từ của chủ nhân khác, được tìm thấy tại một căn phòng trong kim tự tháp của Iput II, một bà vợ khác của Pepi II. Không rõ ban đầu bà đã được chôn tại đây, hay là được cải táng.